# Carlo Evasio Soliva
Carlo Evasio Soliva (* 27. November 1791 in Casale Monferrato, Italien; † 20. Dezember 1853 in Paris) war ein italienischer Komponist Schweizer Herkunft. Am 3. September 1816 wurde seine erste Opernkomposition La testa di bronzo (Der Kopf aus Bronze) an der Mailänder Teatro alla Scala uraufgeführt, basierend auf einem Libretto von Felice Romani, das bei einer Preisausschreibung der Scala den ersten Platz gewann.

## Leben
Soliva war der Sprössling einer Schweizer Chocolatier-Familie von Semione, die nach Italien immigrierte. Er studierte Klavier und Komposition am Mailänder Konservatorium, wo er dank seiner Begabung bald zum Klassenbesten aufstieg. 1815 erhielt er eine Anstellung als Dirigent am Teatro alla Scala. Nach der erfolgreichen Inszenierung seines Erstlingswerks folgen 1817 Le zingare dell’Asturia, Berenice d’Armenia, 1818 Giulia e Sesto Pompeo und 1824 Elena e Malvina. Dem plötzlichen aufsteigenden Stern von Gioachino Rossini stand Soliva aber machtlos gegenüber.
1821 wurde er zum Direktor des Institutes für Musik und Deklamation nach Warschau berufen, wo er den jungen Frédéric Chopin kennenlernte. Im November 1830 wurde ihm die Ehre zu teil, die Uraufführung von Chopins 1. Klavierkonzert zu dirigieren. 1832 engagierte ihn der Zar am Hof in St. Petersburg für diverse musikalische Kompositionsarbeiten (Kammer- und Chormusik). Durch seine Arbeit entstand ein reger Kontakt mit Glinka und Gogol. 1841 kehrte er aus Russland zurück in die Schweiz und liess sich im Tessiner Semione, dem Geburtsort seines Vaters, nieder. Die letzten Jahre seines Lebens verbrachte er in Paris im Kreise seiner Freunde Chopin und George Sand. Er komponierte ein Te Deum für die Krönungsmesse von Napoleon III.

## Werke (Auswahl)
- La testa di bronzo o sia La capanna solitaria. Librettotext von Felice Romani, Teatro alla Scala, Mailand 3. März 1816.
- Berenice d’Armenia. Librettotext von Jacopo Ferretti nach Apostolo Zeno, Teatro Regio, Turin März 1817.
- Le zingare dell’Asturia. Librettotext von Felice Romani, Teatro alla Scala, Mailand 5. August 1817.
- Giulia e Sesto Pompeo, Librettotext von B. Perotti, Teatro alla Scala, Mailand 24. Februar 1818.
- Elena e Malvina. Librettotext von Felice Romani, Teatro alla Scala, Mailand 22. Mai 1824.
- Kitaijskaja djewaschka. St. Petersburg 1833 ?